# Buttelstedt
Buttelstedt település Németországban, azon belül Türingiában. Lakosainak száma 1317 fő (2017. december 31.). Buttelstedt Buttstädt, Krautheim, Ilmtal-Weinstraße, Heichelheim, Schwerstedt, Ramsla és Großobringen községekkel határos.

## Népesség
A település népességének változása:

| 2017 | 1 317 |